# 文龙镇
文龙镇，是中华人民共和国云南省普洱市景东彝族自治县下辖的一个乡镇级行政单位。
2012年12月28日，云南省人民政府批复同意撤销文龙乡，设立文龙镇。

## 行政区划
文龙镇下辖以下地区：
龙街村、文录村、三岔河村、帮崴村、帮迈村、勐涝村、义昌村、瓦罐窑村、下瓦伟村、瓦伟村、中山村和会良河村。